# 424

## Nașteri
- dată necunoscută: Sfântul Teodosie  (d. 529)